# Tugimaantee 56
De Tugimaantee 56 is een voormalige secundaire weg in Estland. De weg liep van Kilingi-Nõmme naar Viljandi. 
In het begin van de 21e eeuw zijn de Tugimaantee 48 en Tugimaantee 56 samengevoegd tot de hoofdweg Põhimaantee 92. Hierdoor ontstond een hoofdweg tussen Tartu en Pärnu.